# Cofradía de la Soledad (Monóvar)

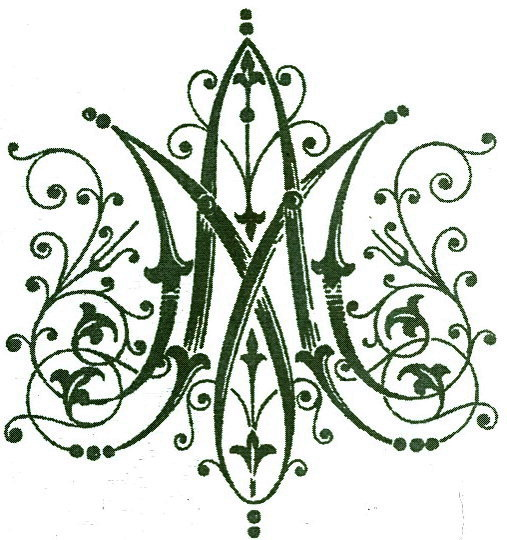
Insignia de la Cofradía.

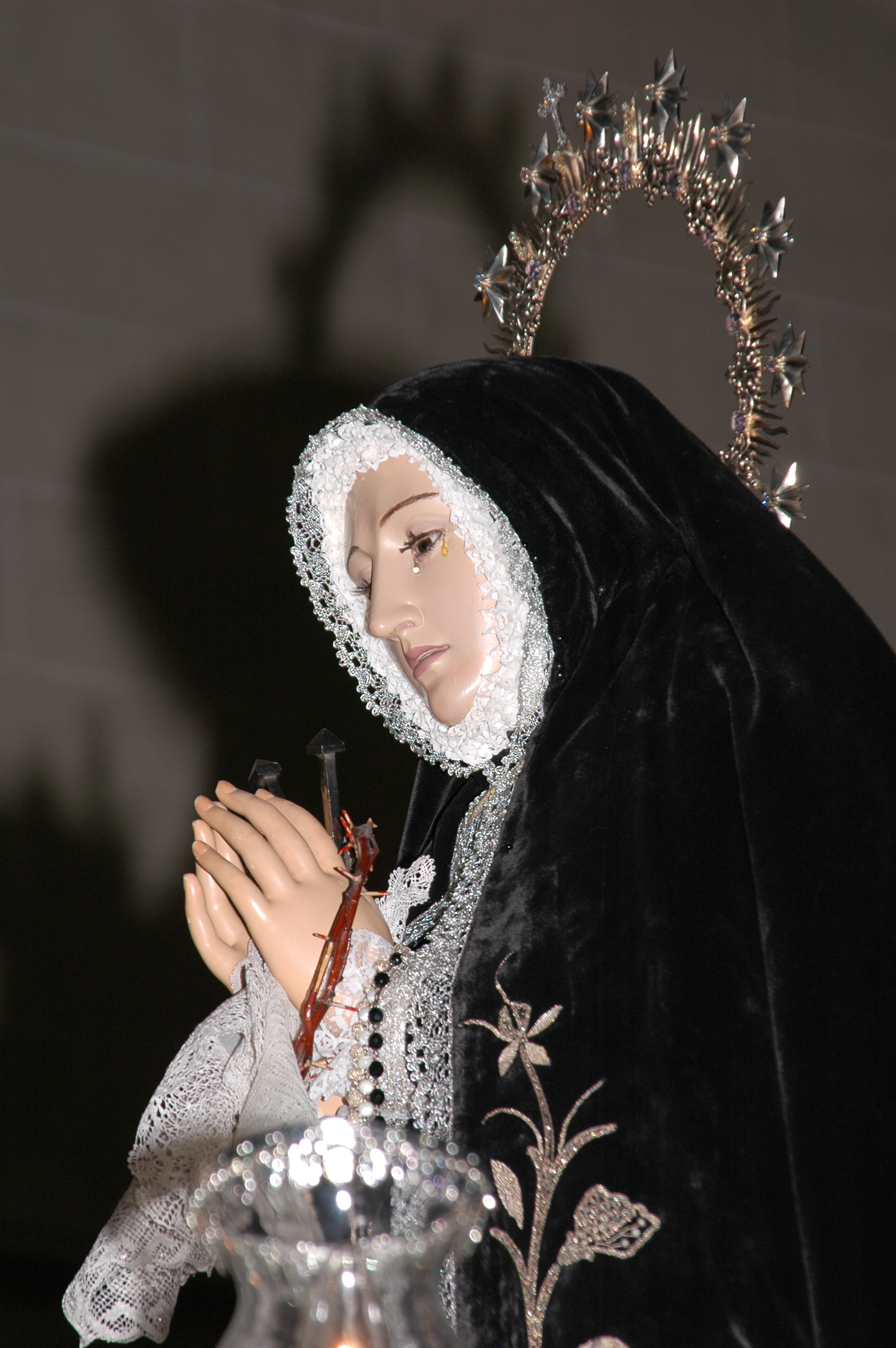
Nuestra Señora de la Soledad de Monóvar.

La Cofradía de Nuestra Señora de la Soledad de Monóvar es una asociación de fieles con personalidad jurídica pública constituida en la diócesis de Orihuela-Alicante, al amparo de lo establecido en el Código de Derecho Canónico. Acogiéndole a lo dispuesto en la ley 191/64 de 24 de diciembre y normas complementarias del decreto 1440/65 de 20 de mayo, careciendo de ánimo de lucro. Su imagen está expuesta a Veneración en la Iglesia Arciprestal de San Juan Bautista de Monóvar. Fue fundada en 1943, después del fin de la guerra civil española. Procesiona en la Semana Santa de Monovar, junto a las otras 4 Cofradías de la ciudad.

## Finalidades
- Fomentar el culto a la imagen de la Virgen de Nuestra Señora de la Soledad.
- Procurar el mayor esplendor en las procesiones de Semana Santa.
- Promocionar y mejorar la Semana Santa de Monóvar mediante reuniones con el resto de cofradías y establecer estrechos lazos de unión entre los cofrades.
- Participar en los actos del Novenario de la Virgen del Remedio.

## Historia de la Cofradía

### Los primeros pasos
El año mil novecientos cuarenta y tres, seis vecinos de la ciudad se reunieron en la sacristía de la Iglesia Parroquial, invitados por el Cura Párroco José Buhigues Asencio para proceder a la constitución de la Cofradía de Nuestra Señora de la Soledad.
Tras unas breves palabras del Párroco, se designó la primera junta directiva siguiendo las normas del reglamento Civil y Eclesial.

### Primera junta directiva
Quedó integrada por seis personas que aceptaron los cargos, levantándose la primera sesión a las trece horas del treinta y uno de enero.
- Hermano Mayor: D. Joaquín Palomares Vidal
- Hermano Secretario: D. Marcial Marhuenda Crespo
- Hermano Tesorero: D. Francisco Marín Corbí
- Hermano Vocal 1.º: D Enrique Corbí Marín
- Hermano Vocal 2.º: D. Enrique Mira Esteve
- Hermano Vocal 3.º: D. José Amat Blanes

### Primeras reuniones
El 21 de febrero se reunió en Junta General Extraordinaria donde fue aprobado el reglamento.
Se buscó la fórmula de financiar los costes de los rajes y demás gastos adelantando por partes iguales los hermanos D. Antonio Palomares Vidal, D. Isidro Gran Amoros y D. Enrique Mira Esteve las cantidades necesarias.
La tercera de las reuniones de la junta directiva fue el diez de abril a las doce treinta, se aprobó el programa de actos de las fiestas de Semana Santa. También se decidió el traslado en procesión de la imagen de Nuestra Señora de la Soledad desde el Convento de la Divina Pastora a la Iglesia Parroquial el Miércoles Santo a las once de la noche, y que en la procesión del Viernes Santo se aprobó que todos los Cofrades estrenaran las túnicas. Se nombró organizador de la procesión al Hermano Tesorero Francisco Marín Corbí.

### La Consolidación
El treinta de marzo de mil novecientos cuarenta y cuatro la Junta General reunida con carácter ordinario acordó que el traslado de la Venerada Imagen desde el convento Divina Pastora a la Iglesia, se celebre el Miércoles Santo a las once de la noche. Los hermanos cofrades formarán en procesión con velas de cera y sin túnica, reservando esta para la procesión del Santo Entierro. El vocal Enrique Mira Esteve realiza las gestiones para que asista la banda de trompetas y tambores. Se invita al Párroco para que pronuncie un sermón después de la procesión como conclusión de los actos.
El segundo año de existencia de la cofradía, es Enrique Corbí Marín, encargado de la organización de las procesiones.
Un año después, el once de marzo a las doce treinta, la Junta General decide que en el traslado del Miércoles Santo, todos los cofrades vistan con la reglamentaria túnica y alumbren no con velas, sino con hachones.
Este año se presenta el Estandarte adquirido por la Cofradía y confeccionado por Remedios Rico Sánchiz, Catalina Maestre y Elena Albert, decidiendo que desfilará en la procesión del Viernes Santo.
En la Semana Santa de mil novecientos cuarenta y siete, se suprimió el traslado del Miércoles Santo, tras aprobarse la propuesta realizada en la Junta General por el Hermano secretario, vistos los inconvenientes que encerraba el traslado de la Imagen.

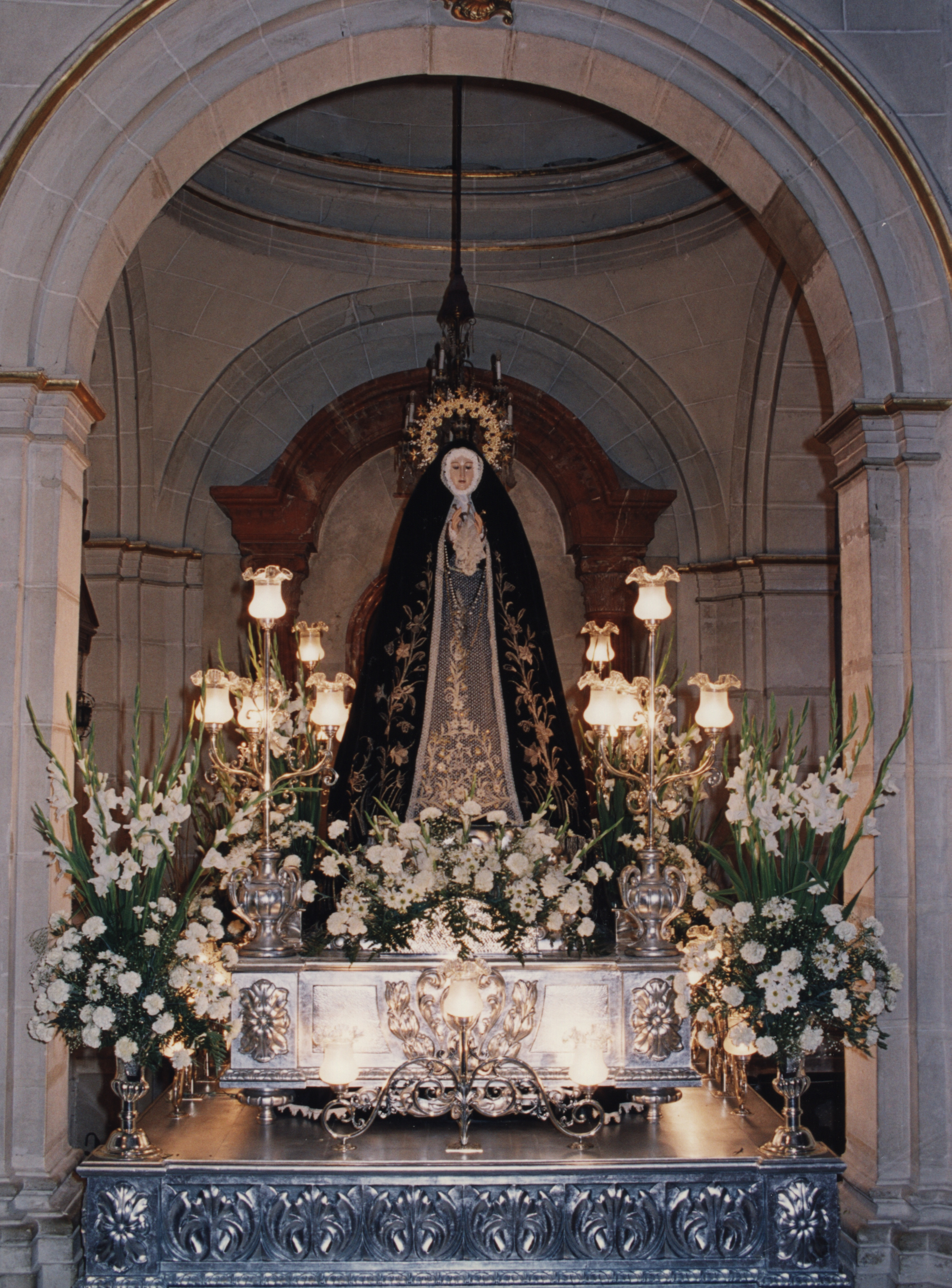
Carroza antigua, Semana Santa 2003.

Dos años más tarde, se decide transformar las andas existentes en carroza, eliminando de esta forma los inconvenientes que ocasiona en la procesión del Santo Entierro debido a la pesadez de las mismas.
Al siguiente año, Nuestra Sra. de la Soledad procesiona en la nueva carroza.
En el año cincuenta y tres se propone la construcción de un palio para la carroza. La estrechez de las calles por las que discurría la procesión del Viernes Santo, contrastaba con las proporciones que adquiría la carroza con el palio, por tal motivo se acordó dejar por el momento esta innovación.
Durante la Semana Santa de mil novecientos cincuenta y cinco, Ntra. Sra. de la Soledad estrenó un nuevo hábito, y se propuso adquirir para el próximo año nuevos ramos para la carroza, visto el deterioro existente en los actuales.

### Segunda mitad delsigloXX
En octubre de 1967, en una reunión realizada en el Salón Rinadel, Joaquín Palomares (padre) y Enrique Corbí (padre), miembros hasta la fecha de la Junta Directiva, anuncian su deseo de abandonarla y dar paso a nuevas generaciones, procediéndose a la renovación. A esa reunión acudieron José Poveda, Joaquín Palomares (hijo), José Amat, Silvestre Molera, Fernando Monzó y Vicente Gran. Al día siguiente, en el salón de la izquierda del casino de Monóvar, se realizó la votación, saliendo elegido Silvestre Molera como Hermano Mayor y Vicente Gran encargado de la administración.
En aquellos tiempos se pagaban 2 pesetas al mes de cuota y el cobrador era Marcial. A los dos o tres años comunicó al Hermano Mayor que sus pies ya no le permitían seguir con esa labor, por lo que se hizo cargo el cobrador de las letras del Banesto, llamado Carlos Giménez.
La preparación para la primera salida en procesión de la nueva Junta Directiva fue muy intensa con muchos sobresaltos, pues todo resultaba novedoso y desconocido a lo que se añadió que ese Viernes Santo llovió a cántaros y se suspendió la procesión.
En aquellas fechas el conductor de la carroza era "Quico" y el encargado de los que empujaban, Pascual, abuelo del que fuera encargado en los últimos años en los que se procesionó en carroza, Evedasto.
Ese mismo año se formó la Cofradía de las mujeres bajo la dirección de la que fue primera presidenta, Conchita Molera, integrando la cofradía Asunción Palomares, Juanita Barberá, Reme Molera, Antoñita Pérez, hasta más de 300 Cofrades, llevando en la procesión mantilla española.
El 29 de junio de 1976, se modifica la Directiva, tras la penosa enfermedad de Vicente Gran, Lino Palomares Picó pasa a formar parte de ella.
En 1981 se cambian los adornos plateados de la carroza, no sin ciertas discrepancias con el entonces cura párroco D. Miguel, por ponerlos dorados.
A iniciativas de la Junta Directiva se incorpora la capa que realza mucho la túnica negra. Con el empuje de Santiago Molera y Mario Rodríguez, se forma en 1989 la banda de tambores.
En 1993, siendo cura Párroco D. José Navarro, se consigue que la Cofradía de la Soledad salga en procesión, además del Viernes Santo, el Miércoles Santo, recordando el acompañamiento de la Virgen y otra mujeres, de la subida al Gólgota de Jesucristo con la cruz.
Tras 26 años, Silvestre Molera dejó su cargo el 10 de noviembre de 1993, siendo elegido Hermano Mayor, Lino Palomares Picó, acompañándole en la directiva Francisco Verdú Bernabe y José Amat Botella
Sus primeros pasos fueron encaminados a la renovación de los faroles que en la actualidad abren el Paso junto al estandarte de la cofradía.

## La Cofradía en elsigloXXI
En 2002, junto a un grupo de jóvenes cofrades se empieza a trabajar para cambiar la carroza por un Trono que sería portado a hombros.
En octubre de 2003, llega el Trono a Monóvar.
A principios de 2004 se mandan al Obispado para su aprobación los estatutos eclesiásticos con la denominación de: Cofradía de Nuestra Señora de la Soledad de Monóvar, constituyendo una asociación adaptándose a las nuevas normativas, siendo asociación sin ánimo de lucro.

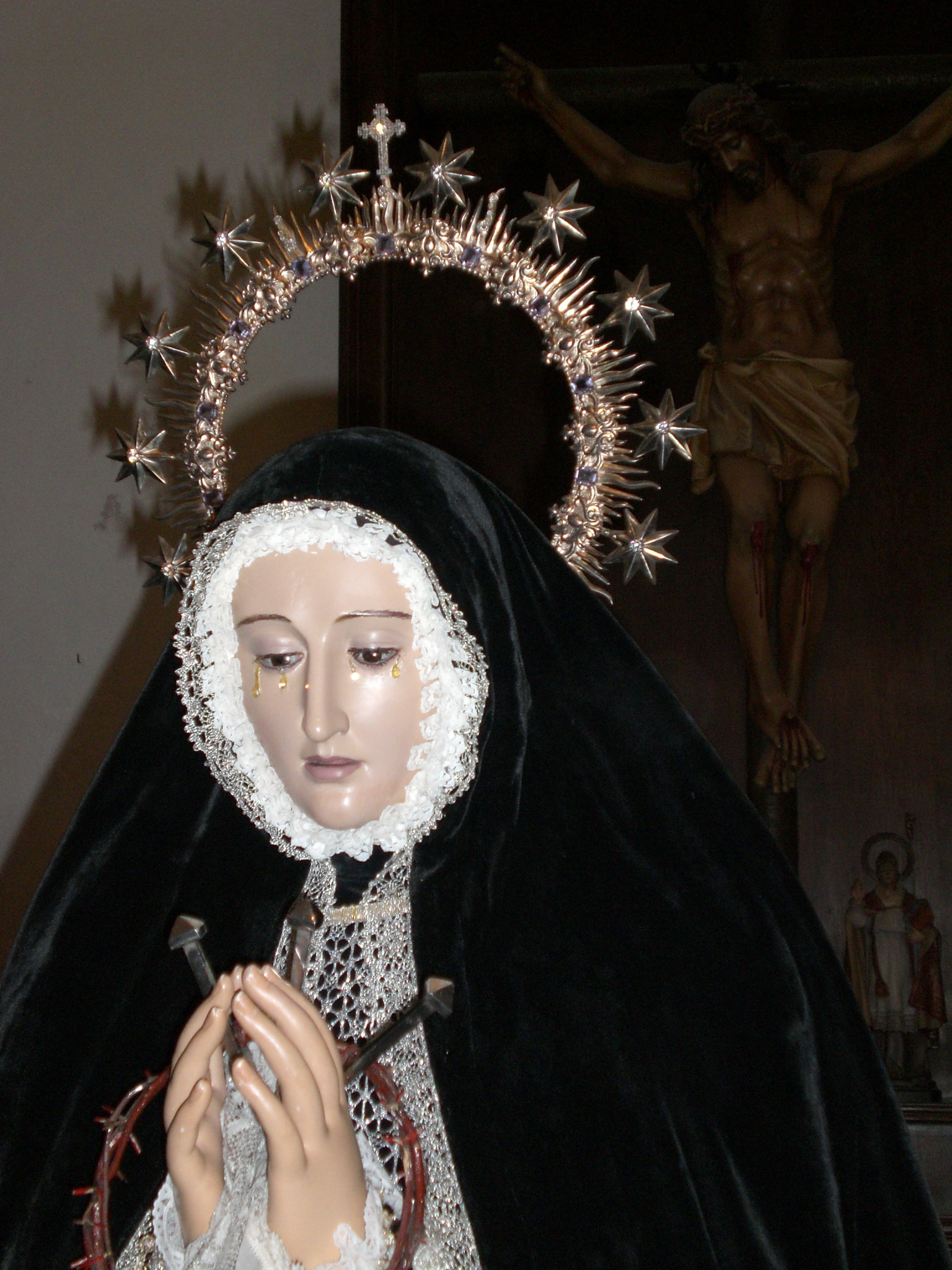
Nuestra Titular en la Sacristía.

El 20 de abril de 2004 se celebra una Misa en honor de la Junta Directiva y los cofrades, al finalizar esta se procede a la bendición del nuevo Trono. En solidaridad con las víctimas del atentado ocurrido en Madrid el 11 de marzo, todos los cofrades, de todas las Cofradías lucen un lazo blanco en el hombro, así como también en el Estandarte de las Cofradías.
Finalizada la Semana Santa 2004, el vocal Francisco Jaén Mira confecciona una revista que no llega a ver la luz pero de la que se guarda copia en los archivos de la Cofradía, en ella se hace un repaso de todo el trabajo realizado en la Cofradía durante todo el año. También ese año se mandan al Obispado los estatutos de la Junta Mayor de Cofradías de Monóvar para su posterior aprobación, siendo el Hermano Mayor Lino Palomares quien representa en dicha Junta los intereses de nuestra Cofradía. La Junta Mayor se crea con el fin de dar mayor esplendor a la Semana Santa, así como participar en otros actos religiosos organizados desde la Parroquia.
En la Semana Santa del 2005, la Junta Directiva sigue añadiendo mejoras en el Trono, que realcen aún más la Imagen de Nuestra Sra. de la Soledad. En primer lugar se actúa sobre la base superior del Trono donde se aloja la Imagen, adaptándole unos adornos en las esquinas, frontal y lateral acabados en madera, tallada y plateada com el resto del Trono. En las puntas de los varales se coloca la insignia de la Cofradía realizada en metal, dándole una mayor vistosidad y un mejor acabado, cuatro faroles metálicos encargados a "Belando", con un velón en su interior acompañaron al Trono en la Procesión del Viernes Santo, y los costaleros portaron cosido en la túnica a la altura del hombro izquierdo la insignia de la Cofradía trabajada en metal, así como un "pin" obsequio del capataz Enrique Vidal. En esta edición son 40, los costaleros que procesionan la Semana Santa, transcurrida la cual, se confecciona la revista anual de la Cofradía que se distribuye de forma gratuita entre los Cofrades.
Este mismo año son nombrados tres representantes por Cofradía para crear la Junta Mayor de Cofradías de Semana Santa de Monóvar, siendo Santiago Molera Peris en calidad de tesorero, J. Antonio Palomares Pérez y Enrique Vidal Arroyo como vocales, quienes representan a nuestra Cofradía en la Junta Mayor de Cofradías.
En 2006 se incorpora nuevo material a las procesiones, tras su bendición el sábado 1 de abril en la Misa oficiada en honor a la Cofradía, destacando el Estandarte de la Banda de Tambores donado y bordado por Dña. Alicia Pérez Deltell, la renovación de los báculos y la vara que porta el Estandarte de la Cofradía que desde 1945 abre el Paso franqueado por dos faroles. En esta edición son 45 los cofrades que desean ser costaleros y la lista de nuevos cofrades crece a muy buen ritmo situándose en 332 el total de cofrades.
Finalizada la Semana Santa, Francisco Jaén elabora de nuevo la revista anual de la Cofradía, este año y para que nadie se quede sin ella es repartida directamente a las casas de los cofrades. Ese mismo verano, concretamente el 19 de agosto, el hermano Mayor le ofrece a este encargarse de redactar las crónicas y actas de la Cofradía. Desde entonces constan en el libro de actas, tantas como reuniones haya realizado la Junta Directiva así como copias de los escritos publicados en otras publicaciones e informes anuales de la Cofradía.
En 2007 se sigue introduciendo nuevo material en los desfiles procesionales, si bien es cierto que debido a la lluvia en la tarde de Viernes Santo no se pudo lucir al anularse la procesión. Entre las novedades cabe destacar el centro floral en los laterales del trono utilizando las antiguas jardineras de la carroza. También se modifica la terminación de los varales, sustituyéndose la anterior por una bola metálica que llena más la punta del varal. También a partir de ese año todos los cofrades lucen en las procesiones un medallón anudado al cuello con la insignia de la Cofradía. Finalizada la Semana Santa todos los cofrades reciben en sus domicilios la revista anual de la Cofradía elaborada por Francisco Jaén.
En 2008, son muchas las novedades de la Cofradía, cabe destacar los cubrebalcones confeccionados para lucir en los balcones, están confeccionados en tela negra y la insignia de la Cofradía bordada en blanco. En el Trono se sustituyen las antiguas ánforas ubicadas en los laterales del Trono, dado el deterioro de las mismas, se incorporan también a los desfiles procesionales 10 faroles de mano, fabricados a mano en Zamora, gracias a la colaboración de la directiva de la Cofradía de las Capas Pardas. También se recuperan tradiciones de antaño, como una Cruz Guía infantil que es portada por los cofrades de menor edad y una almohada con la corona y los tres clavos de Cristo, que en la antigüedad eran portadas por dos infantes acompañadas por dos faroles de mediana altura portados igualmente por niños. también destaca la participación de las mujeres atavidas con teja y mantilla en la procesión de Miércoles Santo. Finalmente cabe resaltar la participación de la Guardia Civil en la Procesión de Miércoles Santo acompañando al Trono con la Imagen de Nuestra Titular. Como en años anteriores, Francisco Jaén elabora la revista de la Cofradía, siendo enviada personalmente a todos los cofrades. El número de cofrades inscritos al inicio de la Semana Santa es de 380
Finalizada la Semana Santa de 2008, se marcan los objetivos para el próximo año, siendo el más importante, la restauración de la Imagen Titular. El 17 de julio 08 fue traslada a San Juan de Alicante, para ser sometida a un profundo tratamiento de restauración.
El 8 de agosto de 2008 es presentada la versión en valenciano de la página web de la Cofradía gracias al trabajo de traducción aportado por Mario Vidal.
Sin darnos cuenta nos introducimos en el 2009. El 1 de marzo es presentada en la Casa de Cultura la 3.ª entrega de la revista Cruz de Guía 2009 que edita la Junta Mayor de Cofradías y la Concejalía de Cultura. Este año la foto de la portada corresponde a nuestra Cofradía y la maquetación de la revista es realizada por Francisco Jaén. Camisetas de manga larga, llaveros, pines, forro polar y calzado con la María bordada, forman parte de la Semana Santa 09, nuevos artículos que consiguen mantener presente el nombre de nuestra Cofradía durante los meses previos y posteriores a la Semana Santa.
El Sábado Santo 11 de abril, en el transcurso de la comida de Hermandad celebrada entre costaleros y banda de tambores, es entregada una placa a Carlos Verdú y Ernesto Verdú (Cuco), por el trabajo realizado en la banda de tambores durante los 20 años de historia de esta. También se homenajeó a Antonio Palomares quien desde hace 52 años porta el estandarte de la Cofradía. Sus hijos y el Hermano Mayor le entregaron una placa en agradecimiento a tantos años al servicio de la Cofradía.
El 19 de mayo, se firma un convenio entre las Cofradías y la Concejalía de Cultura del Ayuntamiento de Monóvar. Tras la firma del convenio, las Cofradías se comprometen a organizar ciertos actos de la Semana Santa, como compensación la Concejalía de Cultura entrega 1000 € a cada Cofradía.
La buenas relaciones con los directivos y Cofradía de Ntra. Sra. de los Dolores permiten el 21 de mayo que se mantengan los primeros contactos con sus directivos de con el fin de organizar los actos de Hermanamiento entre ambas Cofradías, así como la organización de una comida de hermandad entre cofrades y directivas de ambas. A principios de junio es llevada a imprenta la 6.ª edición de la revista de la Cofradía, el uno de julio se inicia su reparto entre los cofrades.
El día 4 de ese mismo mes se celebra la comida de Hermandad en el centro deportivo de Monóvar, a dicha cena asisten D. Antonio Alcolea (cura párroco) y Francisca Parreño (Concejala de Cultura), quien entregó a los dos Hermanos Mayores una placa en la que se reconoce el esfuerzo por potenciar la amistad.
La directiva de la Dolorosa entregó un obsequio a nuestro Hermano Mayor por toda la colaboración prestada estos años.
Lino Palomares, presentó a los asistentes a la cena el boceto del estandarte diseñado por Francisco Jaén que representará el Hermanamiento entre ambas Cofradías.
A principios de 2010, tal y como mandan los estatutos de la Cofradía y tras agotar los cinco años de mandato la actual Junta Directiva, se convoca a los cofrades a una Asamblea General extraordinaria fechada para el 7 de febrero de 2010. En ella es reelegido Lino Palomares Picó Hermano Mayor- Presidente, al ser la única candidatura presentada. Finalizada la Asamblea General Extraordinaria, el Hermano Mayor electo anunció la composición de su Junta Directiva.
El número de Cofrades a principios de febrero de 2010 alcanza los 403.

## Procesiones
En la actualidad la Cofradía participa en dos de las procesiones de la Semana Santa de Monóvar

### Procesión de Miércoles Santo
La noche de Miércoles Santo, a las 22 horas, la cofradía de Nuestra Señora de la Soledad procesiona por las calles de Monóvar, con un itinerario diferente cada año, recordando el acompañamiento de la Virgen y otras mujeres, de la subida de Jesús con la cruz al Gólgota. Tras su salida del templo, lo hará la cofradía de Nuestra Sra. de los Dolores con otro itinerario diferente, realizando un encuentro entre ambas Imágenes en un punto determinado del recorrido, convirtiéndose en uno de los momentos más esperados de la Semana Santa de Monóvar. desde ese momento las dos Cofradías continuaran juntas hasta el templo, siguiendo el camino que iluminan los cirios y movidos por el sonar de los tambores que anuncian el paso de la Virgen por las calles de Monóvar. Transcurridas no menos de tres horas de procesión, las dos Cofradías llegarán a la Iglesia Arciprestal, finalizando su recorrido.

### Procesión de Viernes Santo
Es la procesión en la que participan las 5 Cofradías locales. En orden de salida procesional: Nuestro Padre Jesús Nazareno, Cofradía Santísimo Cristo Crucificado, Nuestra Señora de los Dolores, Santo Sepulcro y Cofradía de Nuestra Señora de la Soledad que para esta procesión cuenta con muchas cofrades que procesionan con el traje de mantilla. Comienza a las 19'30 horas, y el itinerario suele ser el mismo todos los años, modificándolo ligeramente cada cierto período de tiempo.

## El Trono

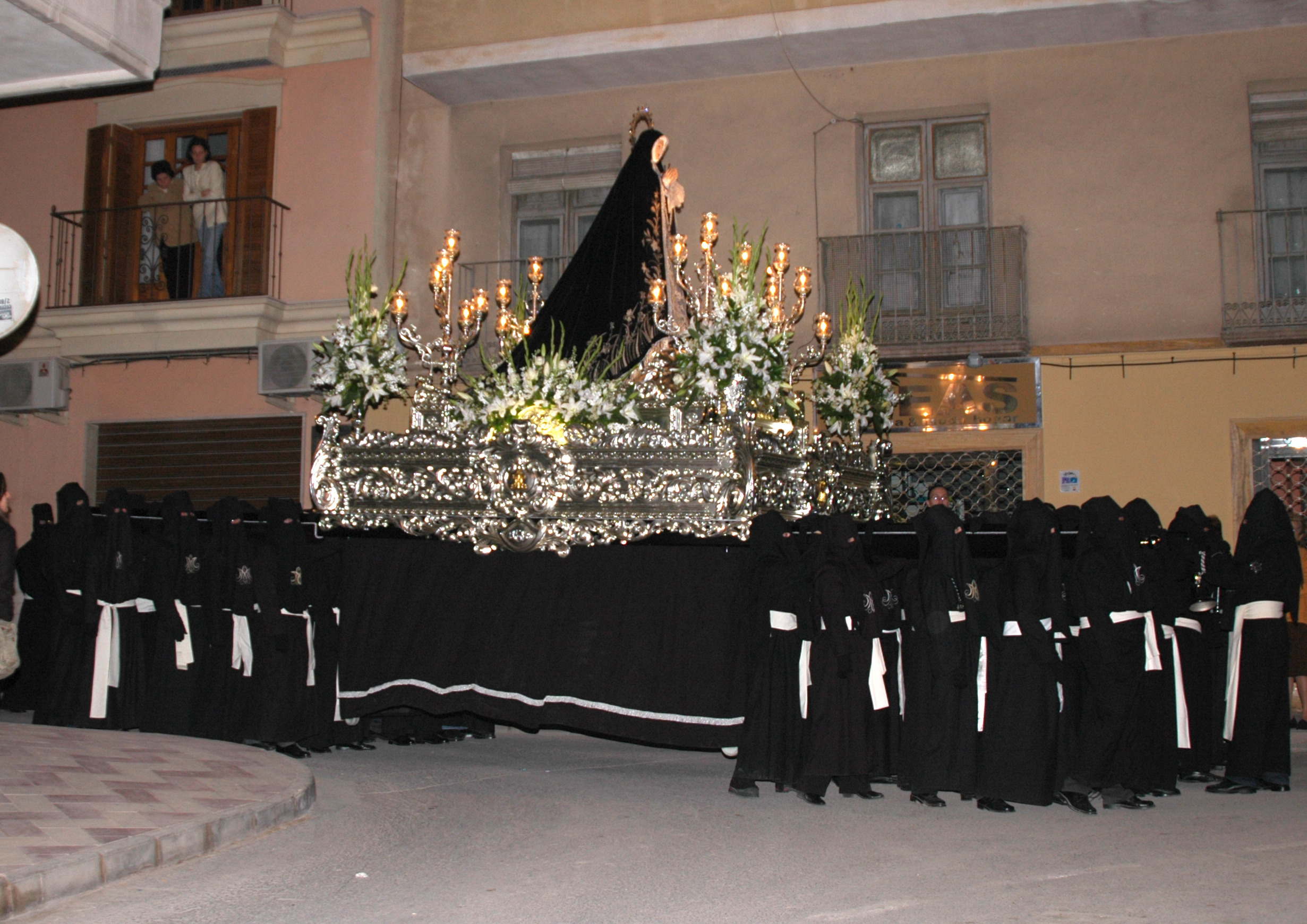
Trono con la imagen de Nuestra Sra. de la Soledad, Miércoles Santo 2007.

Durante el transcurso de la Semana Santa del 2002 un grupo de jóvenes Cofrades entre los que se encuentran Santiago Molera, Fco. Payá Amat, Fco José Palomares Alfonso, Fco. Jaén Mira, J. Antonio Palomares Pérez, Matias José y Joaquín Corbí Palomares, se ponen en contacto con la Directiva para exponer el deseo de cambiar la carroza, con que procesiona Nuestra Titular, ante el deterioro que muestra tras 52 años al servicio de la Cofradía, por un Trono que sería portado a hombros por los cofrades de la misma.
La directiva ve con buenos ojos la idea y nada más terminar la Semana Santa se forma un grupo de trabajo encargado de ver presupuestos, valorar trabajos, formas de financiación, etc., valorando después, las posibilidades de llevarlo a cabo.
El 3 de mayo de 2002, se reúne a los cofrades en asamblea celebrada en la casa de cultura, planteando a los asistentes la creación de un nuevo Trono para la Virgen que sería portado en andas.
Tras el voto afirmativo de la mayoría de los cofrades allí reunidos, el grupo de trabajo se pone en contacto con varios talleres donde podían elaborar el nuevo Trono.
Después de valorar varios presupuestos, el grupo de trabajo presidido por la Junta Directiva, deciden conceder a principios de septiembre de 2002 los trabajos a Taller de Arte Religioso Salmerón SL de Socuéllamos. A partir de entonces se presentaron varios bocetos y fotografías al equipo de trabajo, que tras varias reuniones sirven para concretar la base principal del Trono, el resto (ramos de luces, jardineras y otros detalles) se fueron decidiendo más adelante en el propio taller.
Finalmente, las jardineras, laterales y frontales, así como la nube que acoge la Imagen son aprovechadas, tras su restauración y posterior baño en pan de plata como el resto del Trono, que está tallado en madera de cedro, (los varales son de madera de samba), rematado por cuatro candelabros metálicos con guardabrisas y alimentación eléctrica.
El importe total del Trono y sus accesorios asciende a 36000 euros, cantidad sufragada por los cofrades por medio de derramas y venta de loterías.
Tras la aprobación por la mayoría de los presentes en la asamblea, son muchas las bajas de cofrades que no pueden hacer frente a la derrama, en unos casos y en otros que no creen necesario el cambio de la carroza.
Pese a las bajas, los trabajos de construcción del Trono siguen a buen ritmo y el grupo de trabajo sigue volcado en él y sus complementos, tales como un carro para su traslado así como los faldones que cubrirán la parte inferior del Trono y el forrado de los varales, encargándose estos trabajos a Belando, Salvador Martínez y José Carlos, respectivamente.
Finalmente el 23 de octubre de 2003, llega el Trono a Monóvar. Es entonces cuando se acelera aún más el ritmo de trabajo, pues hay que tener todo preparado para la Semana Santa de 2004.
En la tarde del sábado 20 de marzo de 2004 el Trono es trasladado por los propios costaleros a la Iglesia San Juan Bautista de Monóvar, para ser bendecido tras la Misa oficiada en honor a Nuestra Cofradía.
Ese primer año, el Trono es sacado en procesión por 36 costaleros bajo las órdenes de Joaquín Corbí y Enrique Vidal.

## Mujeres de Traje y Mantilla

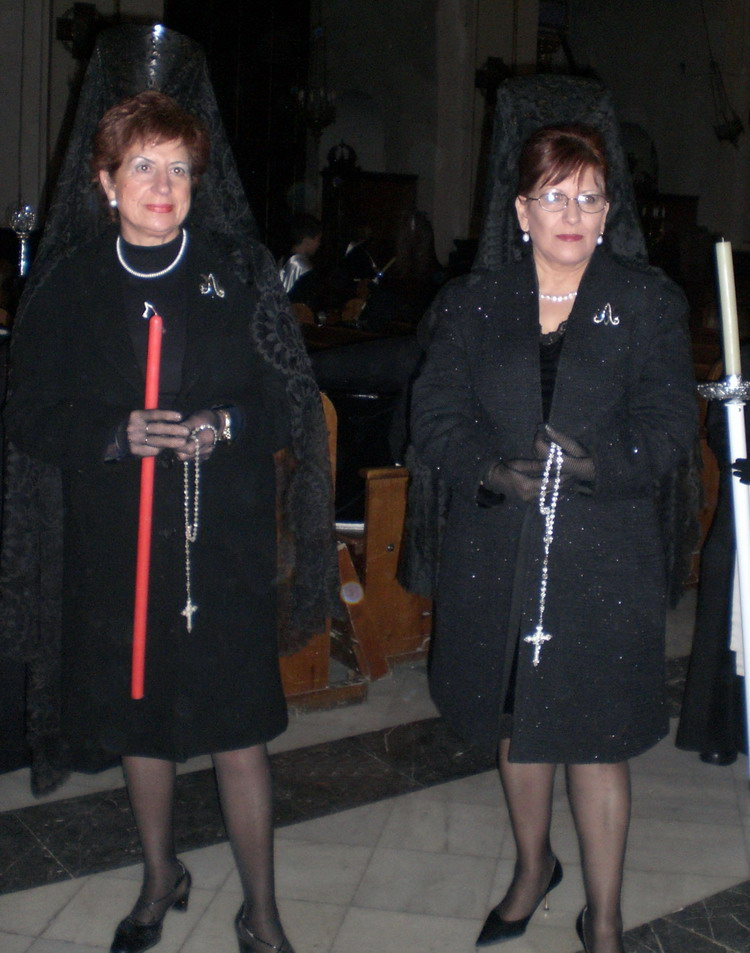
Cofrades de Traje y Mantilla, Semana Santa 2008.

La Cofradía, nacida en 1943, no permitía el ingreso de mujeres en sus filas por decisión del entonces cura párroco D. Miguel Llorca, quien no aceptaba la participación de la mujer en los desfiles procesionales vestida con traje de capucho (hábito y capirote), aunque bien es cierto que alguna lo hacía a escondidas entrando en la Iglesia con el capirote ya puesto para no ser descubiertas por D. Miguel.
En 1968 y bajo la presidencia del Hermano Mayor Silvestre Molera y el esfuerzo e impulso de mujeres como Conchita Molera, Asunción Palomares, Juanita Barberá, Reme Molera y Antoñita Pérez se forma la Cofradía de las mujeres, que procesionarán bajo el consentimiento del cura párroco, con la peineta de carey, mantilla de blonda, traje de riguroso luto con una Maria abrochada al pecho y portando en sus manos su cirio rojo, su rosario y sus guantes.. De esta forma se consiguió dar acceso y participación a la mujer en la Semana Santa y sus desfiles. En poco tiempo el número de cofrades aumentó considerablemente llegando a ser más de 300.
Entre ellas están las Camareras de la Virgen, encargadas de vestir a la Imagen con el hábito y el manto con el que participará en los desfiles, depositando entre sus manos la corona de espinos, los tres clavos de Cristo y un pañuelo con el que secar sus lágrimas, que con muchísimo cariño y devoción ellas han confeccionado
Tras la jubilación del cura párroco D. Miguel Llorca, se terminó la limitación a la mujer, dándoles la libertad de elegir la Cofradía con la que deseaban procesionar y mostrar su Fe.
Nuestra Cofradía es, de todas las que forman la Semana Santa Monovera la única que permite procesionar con traje de capucho (hábito y capirote) y con traje y mantilla.
Desde que en 2004 la Cofradía se convirtiera en una asociación pública de fieles constituida en la diócesis de Orihuela-Alicante, y se aceptaran los estatutos, la sección masculina y femenina se funde en una sola, dejando en las mujeres, la decisión de participar en los desfiles con traje de capucho o traje de riguroso luto y mantilla.
Según el acuerdo al que llegó la Junta Directiva en reunión celebrada el 27 de abril de 2008 el desfile procesional lo abrirán los cofrades vestidos con hábito y capirote seguidos de la banda de tambores y el Trono con la Imagen de Nuestra Señora de la Soledad a la que acompañarán las mujeres desfilando con traje y mantilla, añadiendo a la procesión la elegancia, seriedad y respeto que siempre las ha distinguido.

## Costaleros

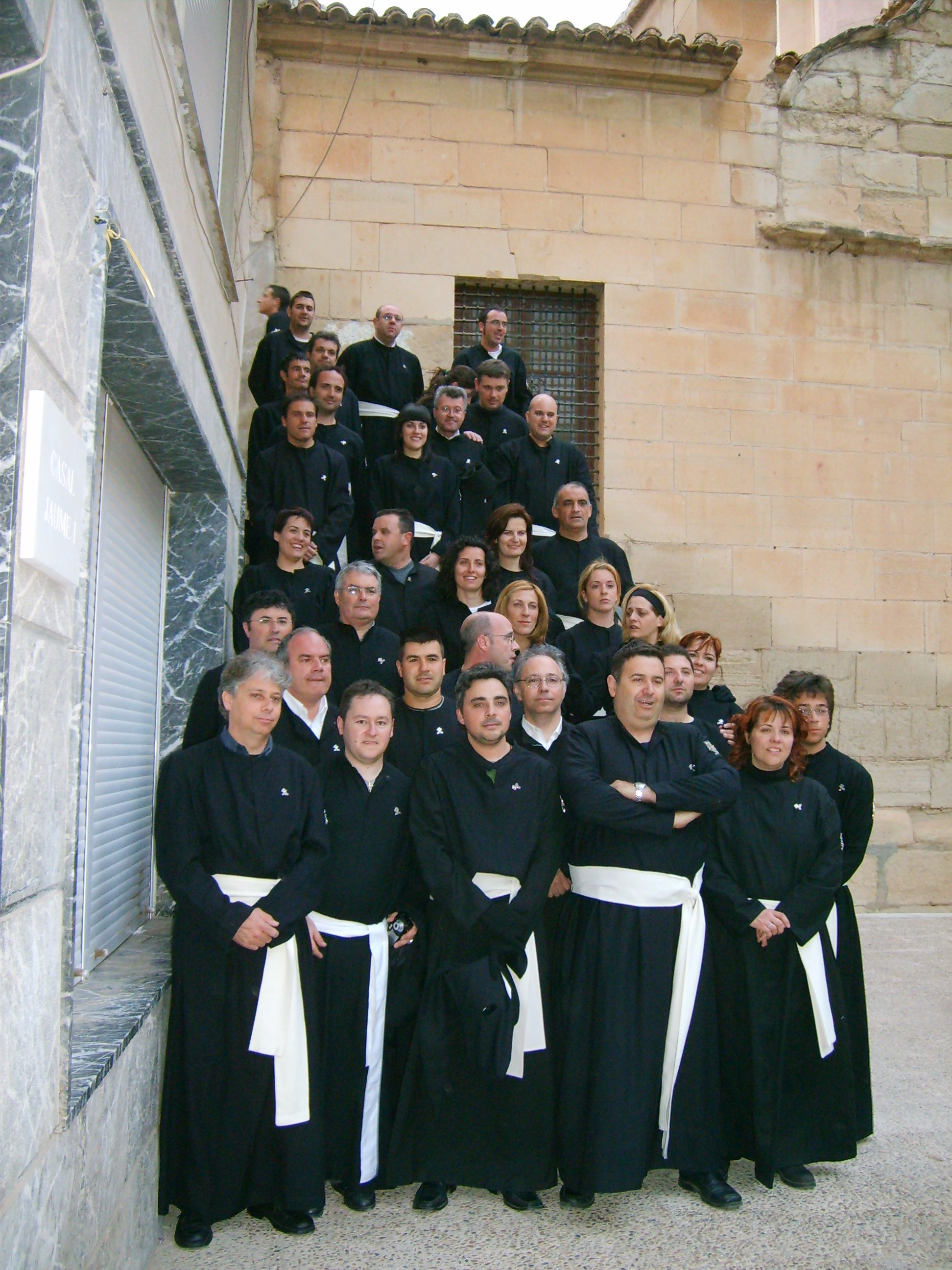
Costaleros Semana Santa 2006.

Las andas son portadas por cuarenta cofrades costaleros (ocho barales por cinco costaleros cada uno), al estilo malagueño (a hombro), si bien la cuadrilla está formada por no más de 50 costaleros. En la Semana Santa de 2008, 14 fueron mujeres.
Cualquier Cofrade puede ser costalero si lo desea, siempre que se informe a los capataces, comprometiéndose a respetar las normas de régimen interno dedicadas en el capítulo de "los Costaleros"
Para el óptimo desarrollo de las procesiones se inician los ensayos a mediados del mes de febrero dependiendo de las fechas en que transcurra la Semana Santa, a fin de coordinar con la banda de tambores los pasos especiales, las salidas y entradas al Templo, así como el encuentro que se celebra el Miércoles Santo en un lugar determinado con la Titular de la Cofradía de Nuestra Señora de los Dolores.
Desde que la Titular de la Cofradía procesiona en el nuevo Trono, D. Joaquín Corbí Palomares y D. Enrique Vidal Arroyo, son los capataces, de los costaleros.

## Banda de Tambores

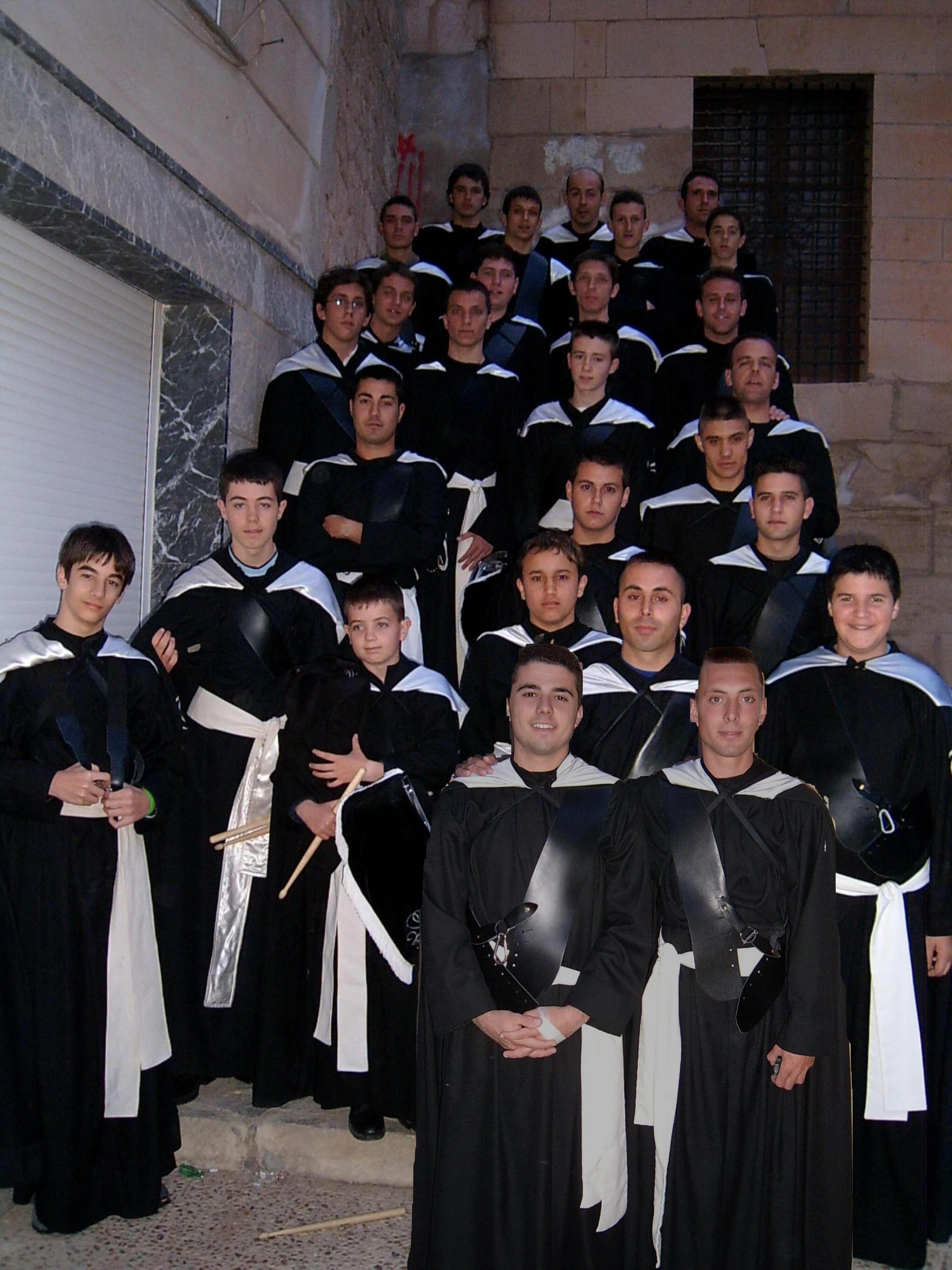
Banda tambores 2006.

Es fácil reconocer su instrumental, por el banderin en terciopelo negro con una Maria bordada ceñido al frontal. Desde 1989 acompaña el Paso de nuestra Titular, procesionando delante del Trono, anteriormente era la Banda de Música " La Artística" quien cerraba el Paso, al no disponer este de banda propia. El ingreso en ella es muy solicitado entre los cofrades, habiendo lista de espera todos los años. Los encargados de la banda son Carlos Verdú, Ernesto verdú y Enrique Navarro, preocupándose durante todo el año de sacar nuevos toques que enriquezcan las procesiones y los ensayos, que comienzan con los primeros días del año, prolongándose hasta pocos días antes del Miércoles Santo. El sonido particular de sus tambores rompiendo el silencio de la noche, con el redoble de las cajas y el golpeo de los bombos anuncian en paso de la Señora, lento, pero firme. Los fieles que aguardan emocionados, rompen en aplausos al llegar a la Iglesia Arciprestal, reconociendo el trabajo realizado por los 33 cofrades que forman la banda. Desde 2006 procesiona con su propio estandarte, ofrecido a la Cofradía por Alícia Pérez.